# Adinandra bicuspidata
Adinandra bicuspidata är en tvåhjärtbladig växtart som beskrevs av Clarence Emmeren Kobuski. Adinandra bicuspidata ingår i släktet Adinandra och familjen Pentaphylacaceae. Inga underarter finns listade i Catalogue of Life.